# Sebastiano di Montecuccoli
Sebastiano di Montecuccoli,  exécuté en France en 1536, est un noble italien, gentilhomme de Ferrare. 
Il servit Charles Quint dans sa jeunesse, puis fut amené en France par Catherine de Médicis et attaché au dauphin François, fils de François Ier, en qualité d’échanson. 
Dans l’été de 1536, il accompagnait ce jeune prince dans un voyage sur les bords du Rhône ; lui ayant donné à boire de l’eau très fraîche après un exercice violent, le dauphin fut atteint d’une pleurésie et mourut quelques jours après. On accusa Montecuccolli de l’avoir empoisonné.
Un Traité des poisons qu’on trouva dans ses papiers parut une preuve suffisante. La torture lui arracha quelques aveux et il fut condamné à être écartelé. Cependant rien n'est moins certain que ce crime.

## Source
« Sebastiano di Montecuccoli », dans Pierre Larousse, Grand dictionnaire universel du XIXe siècle, Paris, Administration du grand dictionnaire universel, 15 vol., 1863-1890 [détail des éditions].